# Когурьо
Коґурьо́ (кор. 고구려, 高句麗; кит.: 高句麗; яп. こうくり, латиніз.: kōkuri) — назва корейського племені й однойменної держави, що існувала з 37 до н. е. до 668 н. е. Поряд з Коґурьо знаходилися ще дві давньокорейські держави — Сілла і Пекче, тому цей час називають періодом трьох корейських королівств.
Плем'я когурьо до початку 1 століття до н. е. займало територію середньої течії річки Ялуцзян (кит.: 鸭绿江; корейська назва — Амноккан, кор. 압록강), яка в наш час розділяє КНР і КНДР. Перший докладний опис міститься у китайських династичних хроніках «Саньґочжи» 3 століття. Племінне державне утворення Когурьо домоглося незалежності від Китаю у 37 до н. е.
Сучасна назва «Корея» походить від назви середньовічної держави Корьо, яка, у свою чергу, є скороченням від назви «Когурьо».
Столицею держави Когурьо було місто Хвандо, сучасний Цзіань у Північно-Східному Китаї, а з початку 5 століття — місто Пхеньян.
Найвищої могутності держава досягла наприкінці 4 століття, контролюючи велику територію на півночі Корейського півострова й більшу частину Маньчжурії. Посиленню Когурьо сприяла роздрібненість сусіднього Китаю, правителі якого були не в змозі відновити свій вплив у Кореї.
У 612 Когурьо відбило завойовницький похід китайської династії Суй, що призвело до її падіння. У 668 державу було розгромлено ордами китайської імперії Тан, яка виступила у союзі з корейською державою Сілла. Тан отримала володіння Когурьо на північ від річки Тендоган, а Сілла — південні території цього королівства.